# Eudorellopsis longirostris
Eudorellopsis longirostris är en kräftdjursart som beskrevs av Given 1961. Eudorellopsis longirostris ingår i släktet Eudorellopsis och familjen Leuconidae. Inga underarter finns listade i Catalogue of Life.